# بابي ديدريكسون
ميلدريد إيلا «بابي» ديدريكسون زاهارياس (Mildred Ella "Babe" Didrikson Zaharias) ((تُلفظ بالإنجليزية: ‎/zəˈhɑriəs/‏)) (26 من يونيو 1911م - 27 من سبتمبر 1956م) كانت رياضيةً أمريكيةً حققت نجاحًا بارزًا في رياضات الجولف وكرة السلة وسباقات المضمار والميدان.

## السيرة الذاتية
كانت ميلدريد إيلا ديدريكسون السادسة من بين سبعة أطفال، وقد وُلدت في مدينة بورت أرثر الساحلية النفطية في جنوب شرق تكساس. وكانت والدتها -هانا (Hannah)- ووالدها -أول (Ole)- مهاجرين من النرويج. وُلِدَ ثلاثة من أشقائها الستة في النرويج، ووُلِدَ الثلاثة الآخرون في بورت أرثر. وفي وقتٍ لاحق، غيَّرت هجاء اسم العائلة من ديدريكسن إلى ديدريكسون. انتقلت ديدريكسون مع عائلتها إلى بومونت، تكساس، في سن الرابعة، وأقاموا في 850 دوسيتة. وادَّعت ديدريكسون اكتسابها لقب «بابي» (على اسم بابي روث (Babe Ruth)) فور تحقيق خمسة تقدمات ملحوظة في لعبة البيسبول الطفولية. وفي الواقع، أطلقت والدتها النرويجية عليها «بيبي» منذ أن كانت طفلةً صغيرةً.
على الرغم من اشتهارها بملكاتها الرياضية، كان لدى ديدريكسون العديد من المواهب وكانت منافسةً حتى في أكثر المهن المحلية: الخياطة. وبسبب كونها خَيَّاطَة ماهرةً، صنعت ديدريكسون العديد من الملابس التي كانت ترتديها، بما في ذلك أطقم الجولف الخاصة بها. وادَّعت أنها فازت في بطولة الخياطة في معرض ولاية تكساس عام 1931م في دالاس، ولكنها في الواقع فازت في معرض جنوب ولاية تكساس في بومونت، مُحسِّنةً القصة بعد عدة سنوات لاحقًا في عام 1953م. التحقت ديدريكسون بمدرسة بومونت الثانوية. وحيث إنها لم تكن أبدًا طالبةً ضليعةً، اضطرت ديدريكسون إلى إعادة الصف الثامن وكانت أكبر من زملائها في الصف بعامٍ وفي نهاية المطاف، سقطت دون تخرُج بعد أن انتقلت إلى دالاس للعلب كرة السلة. كانت مُغنيةً وعازفة هارمونيكا. وسجَّلت العديد من الأغاني على ملصق التسجيلات الزئبقية. وكان الأكثر مبيعًا لها «شعرت بدمعة صغيرة» (I Felt a Little Teardrop) مع «ديتور» (Detour) على الجانب الآخر.[بحاجة لمصدر]
لمثل شخصية مشهورة بالفعل مثل بابي ديدريكسون، تزوجت جورج زاهارياس (George Zaharias) (منذ عام 1908م - حتى عام 1984م)، وهو مُصارع مُحترف، في سانت لويس، ميزوري، في 23 من ديسمبر 1938م. وبعد ذلك، كانت معروفةً إلى حدٍ كبيرٍ باسم بابي ديدريكسون زاهارياس أو بابي زاهارياس. التقى الزوجان أثناء لعب الجولف. كان جورج زاهارياس -أمريكي يوناني- مواطنًا من بوبلو، كولورادو.(Pueblo, Colorado) ولتسميته بـ «اليوناني الباكي من كريبل كريك،» قام زاهارياس أيضًا ببعض التمثيل بدوام جزئي. ولم يكن لجورج زاهارياس وبابي زاهارياس أي أطفال وتم صدهما من قِبَل السلطات حينما سعيا إلى التبني.

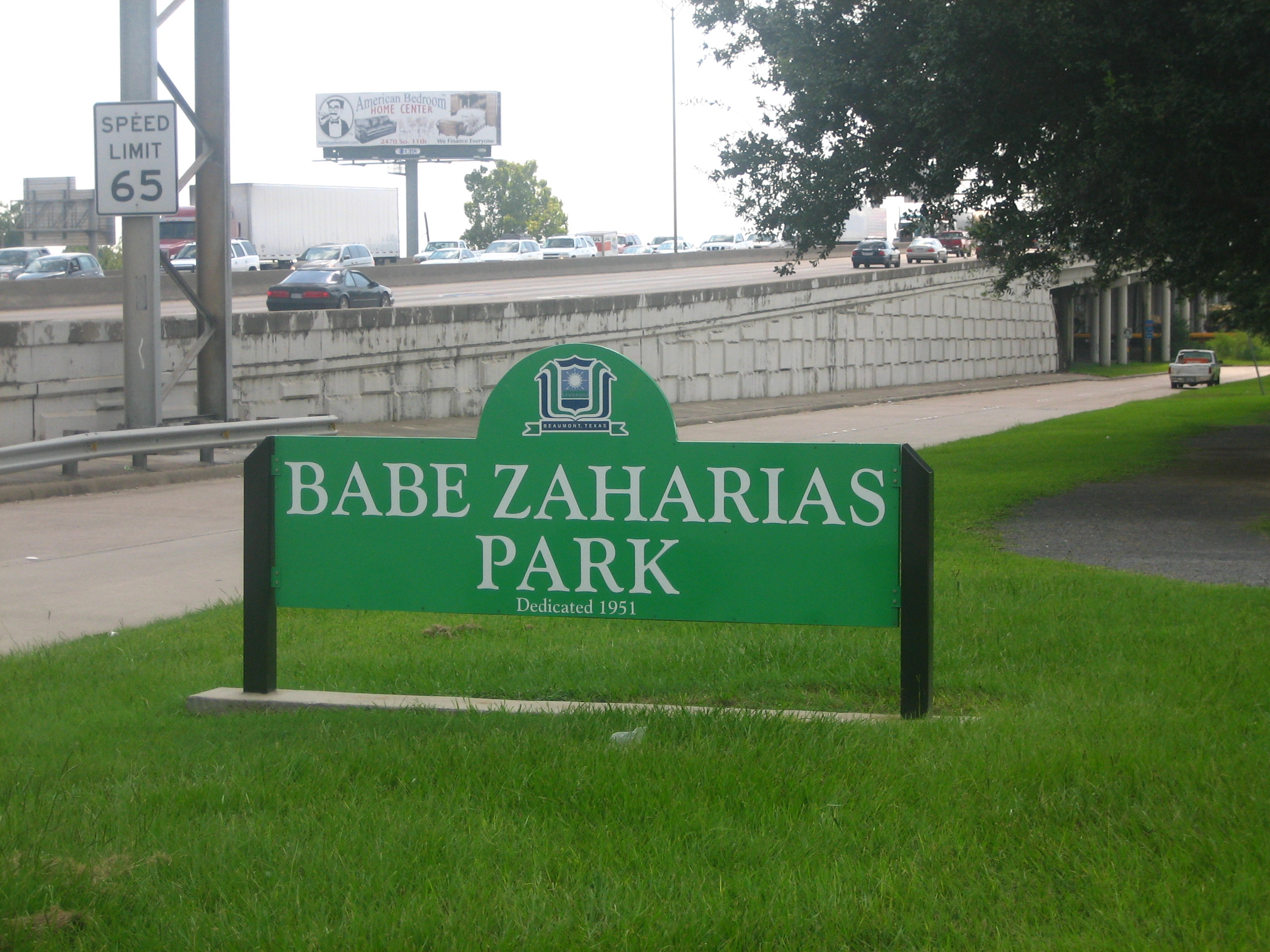
حديقة بابي زاهارياس تقع في بومونت مجاورةً لمتحفها.

### الإنجازات الرياضية
اكتسبت ديدريكسون شهرةً عالميةً في ألعاب القوى والمرتبات الأمريكية جميعًا في كرة السلة. لعبت ديدريكسون البيسبول والكرة اللينة «السوفتبول» المُنظمة وكانت غطاسةً خبيرةً ومُتزلجةً ولاعبة بولينج. وفازت بميداليتين ذهبيتين وميدالية فضية لألعاب القوى في دورة الألعاب الأوليمبية بلوس أنجلوس عام 1932م.

## الملاحظات والمراجع
1. ↑   https://www.cogreatwomen.org/project/mildred-babe-didrikson-zaharias/. {{استشهاد ويب}}: |url= بحاجة لعنوان (مساعدة) والوسيط |title= غير موجود أو فارغ (من ويكي بيانات) (مساعدة)
2. ↑   https://www.womenofthehall.org/inductee/mildred-babe-didrikson-zaharias/. {{استشهاد ويب}}: |url= بحاجة لعنوان (مساعدة) والوسيط |title= غير موجود أو فارغ (من ويكي بيانات) (مساعدة)
3. ↑   http://www.worldgolfhalloffame.org/babe-zaharias/. اطلع عليه بتاريخ 2022-01-07. {{استشهاد ويب}}: |url= بحاجة لعنوان (مساعدة) والوسيط |title= غير موجود أو فارغ (من ويكي بيانات) (مساعدة)
4. ↑  Texas State Historical Association; Roy R. Barkley; Ronnie C. Tyler (1952). Handbook of Texas (بالإنجليزية). Texas State Historical Association. ISBN:978-0-87611-151-2. OCLC:187448990. OL:975778M. QID:Q1574761.
5. ↑  "Didrikson was a woman ahead of her time", undated feature article at ESPN. Companion article refers to December 3, 2004 as upcoming broadcast date. Accessed September 9, 2007. "نسخة مؤرشفة". مؤرشف من الأصل في 2012-08-05. اطلع عليه بتاريخ 2013-04-28.{{استشهاد ويب}}:  صيانة الاستشهاد: BOT: original URL status unknown (link)
6. 1 2  Van Natta Jr.، Dave (يونيو 2011). Wonder Girl: The Magnificent Sporting Life of Babe Didrikson Zaharias. Little, Brown and Company. ISBN:978-0-316-05699-1. مؤرشف من الأصل في 2022-03-11.
7. ↑  "Record of Achievement". babedidriksonzaharias.org. مؤرشف من الأصل في 2011-04-22. اطلع عليه بتاريخ 2007-04-22.

## قائمة المراجع
- Van Natta Jr.، Don (2011). Wonder Girl: The Magnificent Sporting Life of Babe Didrikson Zaharias. Little, Brown and Company. ISBN:978-0-316-05699-1. مؤرشف من الأصل في 2022-03-11.
- Cayleff، Susan E. (1996). Babe: The Life and Legend of Babe Didrikson Zaharias. University of Illinois Press. ISBN:978-0-252-06593-4. مؤرشف من الأصل في 2022-03-12.

## وصلات خارجية
- بابي ديدريكسون على موقع الموسوعة البريطانية (الإنجليزية)
- بابي ديدريكسون على موقع إن إن دي بي (الإنجليزية)
- بابي ديدريكسون على موقع الاتحاد الدولي لألعاب القوى (الإنجليزية)
- بابي ديدريكسون على موقع الاتحاد الأمريكي لسباقات المضمار والميدان، قاعة المشاهير (الإنجليزية)
- بابي ديدريكسون على موقع رابطة لاعبات الغولف المحترفات (الإنجليزية)
- بابي ديدريكسون على موقع اللجنة الأولمبية الدولية (الإنجليزية)
- بابي ديدريكسون على موقع أوليمبيديا (الإنجليزية)
- بابي ديدريكسون على موقع قاعة فلوريدا للمشاهير الرياضية (الإنجليزية)

- «بابي»: فيلم سيرة متلفز يعود لعام 1975 على قاعدة بيانات الأفلام على الإنترنت
- صور لبابي ديدريكسون زاهارياس موجودة في مكتبة الكونغرس.
- Babe Didrikson Zaharias biography at Golf.about.com
- "Babe Didrikson Zaharias's Legacy Fades," The New York Times, June 25, 2011
- Babe Didrickson Zaharias - Note: Although this is the official site of the Babe Didrickson Zaharias Foundation, it contains a number of notable factual errors. For example, it states that she won all of the events she entered at the 1932 Olympic games when in fact she won two of the three. It states that she graduated from high school; she did not. And it states that she did not smoke, which is also not true.